# 企救丘車站

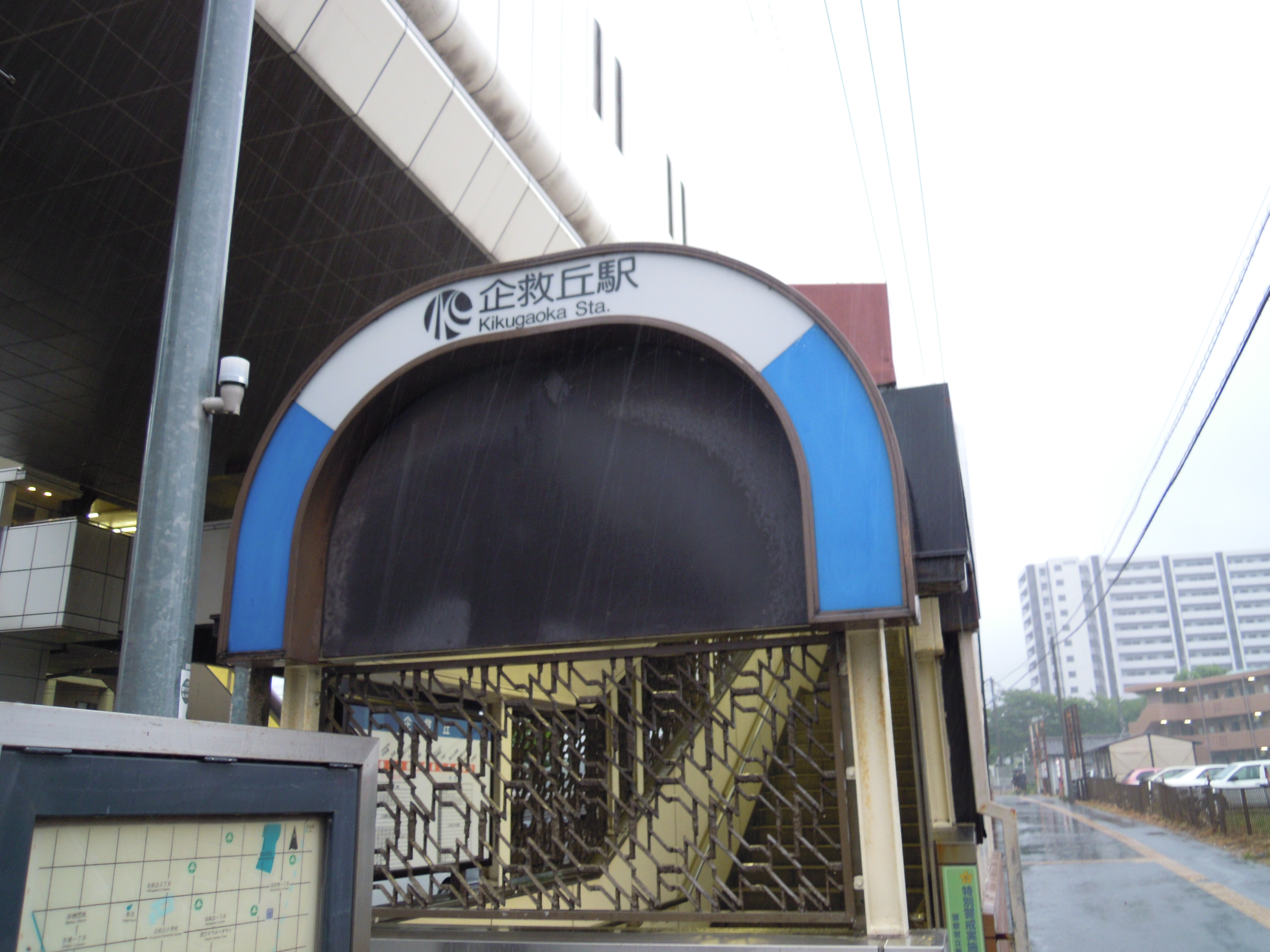
3號出口(2012年6月)

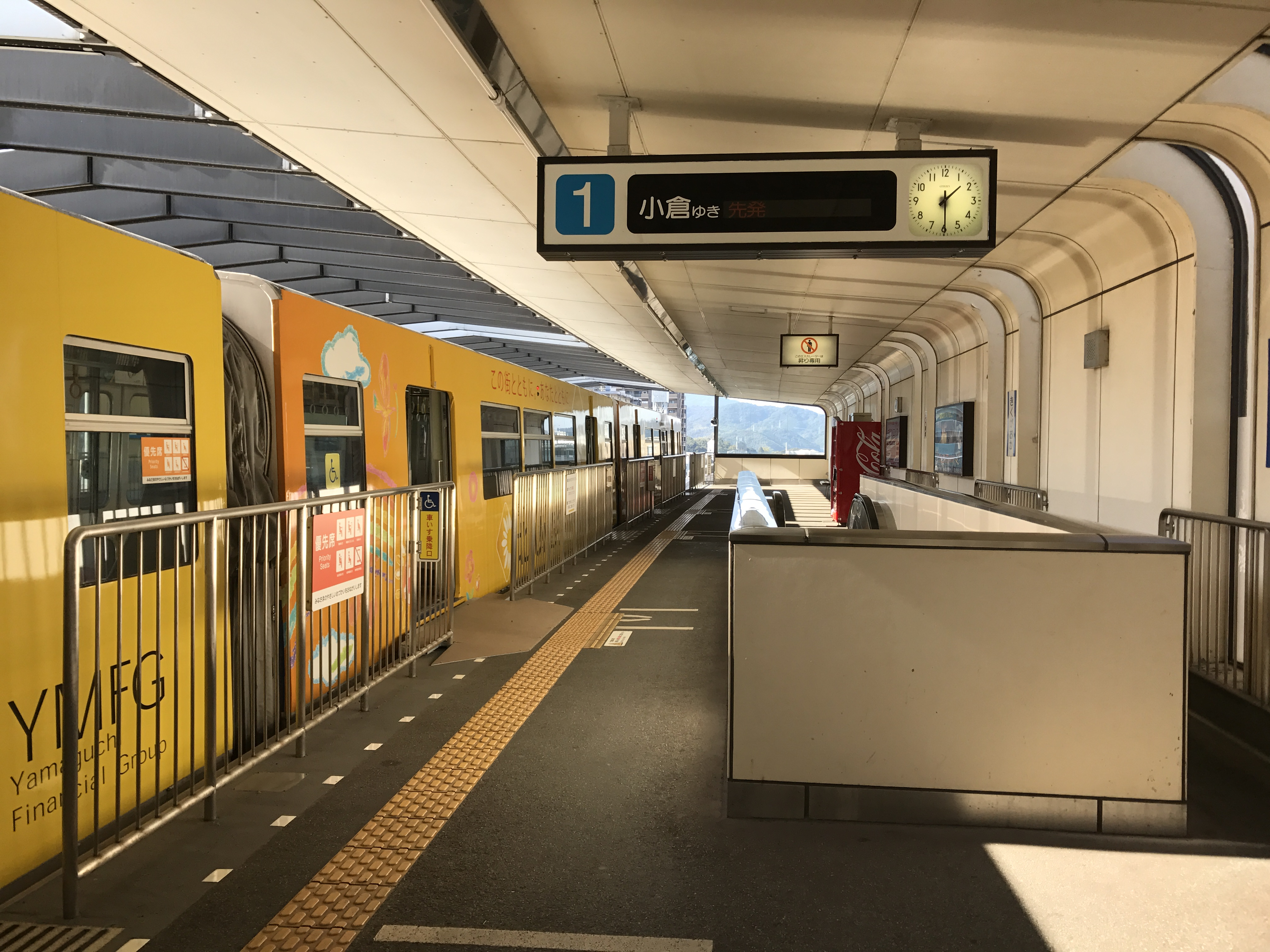
1號月台(2016年11月)

企救丘站（日语：／ Kikugaoka eki */?）是位於福岡縣北九州市小倉南區企救丘二丁目，屬於北九州高速鐵道小倉線的鐵路車站。車站編號為13。

## 歷史
- 1985年（昭和60年）1月9日 - 開業。

## 車站構造
本站為側式月台2面2線的高架車站。過去兩邊的月台都有在使用，現在只有使用1號月台。
| 月台 | 路線    | 目的地                    |
| ---- | ------- | ------------------------- |
| 1    | ■小倉線 | 往 志井、北方、旦過、小倉 |
| 2    | ■小倉線 | (備用月台)                |

## 使用狀況
2017年度的1日平均上下車人次為4,116人。各年度的1日平均上車人次如下表。
| 上車人次統計 | 上車人次統計 |
| 年度         | 1日平均人次  |
| ------------ | ------------ |
| 2000年       | 1,929        |
| 2001年       | 1,933        |
| 2002年       | 1,921        |
| 2003年       | 1,937        |
| 2004年       | 1,945        |
| 2005年       | 1,881        |
| 2006年       | 1,883        |
| 2007年       | 1,910        |
| 2008年       | 1,961        |
| 2009年       | 1,850        |
| 2010年       | 1,862        |
| 2011年       | 1,882        |
| 2012年       | 1,973        |
| 2013年       | 1,986        |
| 2014年       | 1,971        |
| 2015年       | 1,948        |
| 2016年       | 1,999        |
| 2017年       | 2,066        |

## 車站周邊
本站位於小倉南區的北部。周邊為安靜的住宅區。離車站稍遠處為田園地帶。
- 志井公園站 - JR九州日田彥山線 - 往東約200公尺
- 北九州市立企救丘小學校 - 往西北約200公尺
- 北九州市立志井小學校 - 往南約600公尺
- 常磐高等學校 - 往東南約800公尺
- 九州職業能力開發大學校
- 志井公園 - 往東約400公尺
- 堤小倉醫院

## 鄰近車站
北九州高速鐵道
■小倉線
志井（12） - 企救丘（13）

## 外部連結
- 企救丘駅(モノレール） （页面存档备份，存于）（路線情報）